# 沾化区
沾化区（せんか-く）は、中華人民共和国山東省浜州市に位置する市轄区。

## 歴史
688年（垂拱4年）に棣州渤海県が設置され、県内の招安鎮が現在の沾化県に相当した。1042年（慶暦2年）に招安県に一旦昇格したが、1073年（熙寧6年）に再び渤海県とされ、1079年（元豊2年）に再び招安県が設置された。1195年（明昌6年）に沾化県と改称された。2014年に市轄区に改編された。

## 行政区画
- 街道：富国街道、富源街道
- 鎮：下窪鎮、古城鎮、馮家鎮、泊頭鎮、大高鎮、黄升鎮、浜海鎮
- 郷：下河郷、利国郷
- 海防弁事所